# ХК ХИФК
ХК ХИФК (фин. Idrottsföreningen Kamraterna i Helsingfors) професионални је фински клуб хокеја на леду из града Хелсинкија. Тренутно се такмичи у елитној хокејашкој лиги Финске .
Своје домаће утакмице игра у Леденој дворани капацитета 8.200 места за хокејашке утакмице.

## Историјат
Хокјешаки клуб ХИФК основан је давне 1897. и један је од најстаријих спортских колектива у земљи. Током своје историје 7 пута је освајао титуле националног првака. 
Утакмице које ова екипа игра са Јокеритом сматрају се за највеће дербије на целом подручју Скандинавије. 

## Успеси
- Национални првак: 7 пута (1968/69, 1969/70, 1973/74, 1979/80, 1982/83, 1997/98, 2010/11)
- Финалиста плеј-офа: 2 пута (1985/86, 1998/99)
- Бронзана медаља СМ-лиге: 5 пута (1981/82, 1986/87, 1987/88, 1991/92, 2003/04)

## Познати играчи
- Оли Јокинен